# Nižná Hutka
Nižná Hutka – wieś (obec) na Słowacji położona w kraju koszyckim, w powiecie Koszyce-okolice. Pierwsze wzmianki o miejscowości pochodzą z roku 1293. 
Według danych z dnia 31 grudnia 2012, wieś zamieszkiwały 564 osoby, w tym 266 kobiet i 298 mężczyzn.
W 2001 roku rozkład populacji względem narodowości i przynależności etnicznej wyglądał następująco:
- Słowacy – 97,22%
- Czesi – 0,86%
- Rusini – 1,28%
- Ukraińcy – 0,21%

Ze względu na wyznawaną religię struktura mieszkańców kształtowała się w 2001 roku następująco:
- Katolicy rzymscy – 63,6%
- Grekokatolicy – 3,21%
- Ewangelicy – 0,43%
- Prawosławni – 0,21%
- Ateiści – 2,57%
- Nie podano – 4,07%